# Eygló Harðardóttir
Eygló Hardhardóttir (née le 12 décembre 1972 à Reykjavik) est une femme politique islandaise, membre du gouvernement Gunnlaugsson comme ministre des Affaires sociales et du Logement depuis 2013, du Parti du progrès. Elle est députée à l'Althing depuis 2008.